# Il Popolo d'Italia (Napoli)

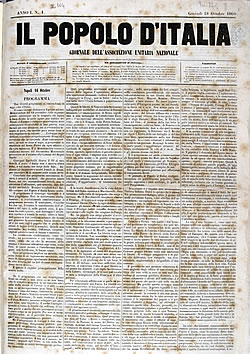
La prima pagina del Popolo d'Italia, uscito a Napoli 18 ottobre 1860.

Il Popolo d'Italia è stato un quotidiano fondato nel 1860 a Napoli da Giuseppe Mazzini. Venne pubblicato sino al 5 luglio 1873. Fu organo dell'Associazione Nazionale Italiana.

## Storia

### L'antesignano
Nel 1849 Giuseppe Mazzini, esule a Losanna, costituì l'Associazione nazionale italiana, allo scopo di raccogliere i fondi necessari per fondare un giornale che sostenesse la causa dell'unificazione nazionale. Fu scelto il nome L'Italia del popolo. Il giornale fu pubblicato dal settembre 1849 al febbraio 1851.

### Fondazione
Nel 1860 Mazzini decise nuovamente di fondare un giornale a sostegno della causa nazionale. Avuta notizia della partenza della spedizione dei Mille, si stabilì a Genova, da dove si tenne costantemente informato sugli sviluppi della missione.
Il 7 settembre Garibaldi entrò a Napoli. Mazzini, che viveva esule a Londra, inviò nell'ex capitale del regno borbonico due uomini di sua fiducia, Filippo De Boni e Aurelio Saffi. A loro diede il compito di organizzare una pubblicazione per sostenere il programma di Garibaldi. Venne così fondato il Popolo d'Italia (la testata riprendeva chiaramente quella precedente). Il primo numero uscì il 18 ottobre 1860. Il pubblico cui si rivolgeva era quello della sinistra risorgimentale: mazziniani, garibaldini e federalisti repubblicani. Il quotidiano si attestò sulla media di 4 000 copie vendute al giorno. Nel 1863 Mazzini cede la testata a Carlo Mileti, dietro l'accordo di mantenere la stessa linea politica.
Collaborarono al giornale Giovanni Nicotera, Michele Torraca e (dal 1866) Virgilio Estival.
Il 10 marzo 1872 morì Mazzini. Il quotidiano gli sopravvisse un solo anno: «Il Popolo d'Italia» chiuse le pubblicazioni il 5 luglio 1873.

## Direttori
- Filippo De Boni e Aurelio Saffi (1860-1863)
- Carlo Mileti (1863-1864)
- Giorgio Asproni (1864 - ottobre 1865)

...